# Paso de Noria
Paso de Noria är en ort i Mexiko.   Den ligger i kommunen Aquila och delstaten Michoacán de Ocampo, i den södra delen av landet, 500 km väster om huvudstaden Mexico City. Paso de Noria ligger 51 meter över havet och antalet invånare är 174.
Terrängen runt Paso de Noria är kuperad. Havet är nära Paso de Noria åt sydväst. Runt Paso de Noria är det glesbefolkat, med 8 invånare per kvadratkilometer. Närmaste större samhälle är Maruata, 4,8 km väster om Paso de Noria. I omgivningarna runt Paso de Noria växer i huvudsak lövfällande lövskog.